# Los aljašský
Los aljašský (Alces alces gigas) je poddruh losa, který se vyskytuje od Aljašky až po západní Yukon. Jde o největší poddruh losa. Obývá boreální a smíšené opadavé lesy. Stejně jako ostatní poddruhy losů žije obvykle samotářsky, ale někdy vytváří i malá stáda (až 50 kusů). Obvykle přichází do styku s jinými losy jen kvůli páření nebo boji o samice. Samci a samice si vybírají různá stanoviště ke shánění potravy, což vede k prostorové segregaci po většinu roku. Během období páření, na podzim a v zimě, se samci stávají velmi agresivními a při polekání jsou náchylní k útoku.

## Potrava
Los aljašský má podobnou stravu jako ostatní poddruhy losů, skládající se zejména ze suchozemské vegetace v podobě bylin a výhonků stromů, jako je vrba nebo bříza. Los vyžaduje denní příjem až 9770 kilokalorií (32 kg potravy). Losi na Aljašce postrádají horní přední zuby, ale na spodní čelisti mají osm ostrých řezáků. Mají také tvrdý jazyk, dásně a rty, které pomáhají žvýkat dřevnatou vegetaci.

## Velikost a hmotnost
Los aljašský je sexuálně dimorfní, přičemž samci jsou o 40 % těžší než samice. Samec losa aljašského může měřit více než 210 cm v kohoutku a vážit přes 635 kg. Parohy mají v průměru rozpětí 180 cm. Rekordem jsou parohy s rozpětím 250 cm a s hmotností bezmála 60 kg.[zdroj?] Velikost a tvar parohů jsou ovlivněny genetikou, výživou a věkem. Parohy se značnou měrou podílejí na utváření sociálního postavení a ovlivňují úspěšnost páření. Samice měří v kohoutku přibližně 180 cm a mohou vážit téměř 478 kg. Největší los aljašský byl zastřelen v západním Yukonu v září 1897; vážil 820 kg a byl v ramenou vysoký 233 cm. Některé nepotvrzené údaje však hovoří i o samcích s výškou v kohoutku až 260 cm a hmotností téměř 1 200 kg. Zatímco los aljašský s losem kamčatským konkurují co se velikosti týče vyhynulému veledaňkovi, jsou stále menší než Cervalces latifrons, největší jelen všech dob.

## Sociální struktura a reprodukce
Losi aljašští nemají mezi sebou žádné sociální vazby a přicházejí do vzájemného kontaktu pouze proto, aby se spářili, nebo aby dva losí býci bojovali o práva na páření. Ačkoli losí býci obvykle nejsou agresivní vůči lidem, během období páření mohou zaútočit na jakékoli stvoření, s nímž přijdou do styku, včetně lidí, vlků, jiných jelenů nebo dokonce medvědů. Samci si během boje mohou zaseknout parohy, a pokud ano, mohou oba zemřít na těžká zranění nebo vyhladověním. Losí býk se během páření ozývá jemným voláním, aby přilákal samice a varoval ostatní samce. Pokud samec prohraje s jiným samcem, musí počkat další rok, než se spáří. Aljašští losi se páří každý rok během podzimu a zimy a obvykle rodí jednoho nebo dva potomky najednou. Kolem 10–11 měsíců opouštějí roční mláďata své matky a starají se sama o sebe.

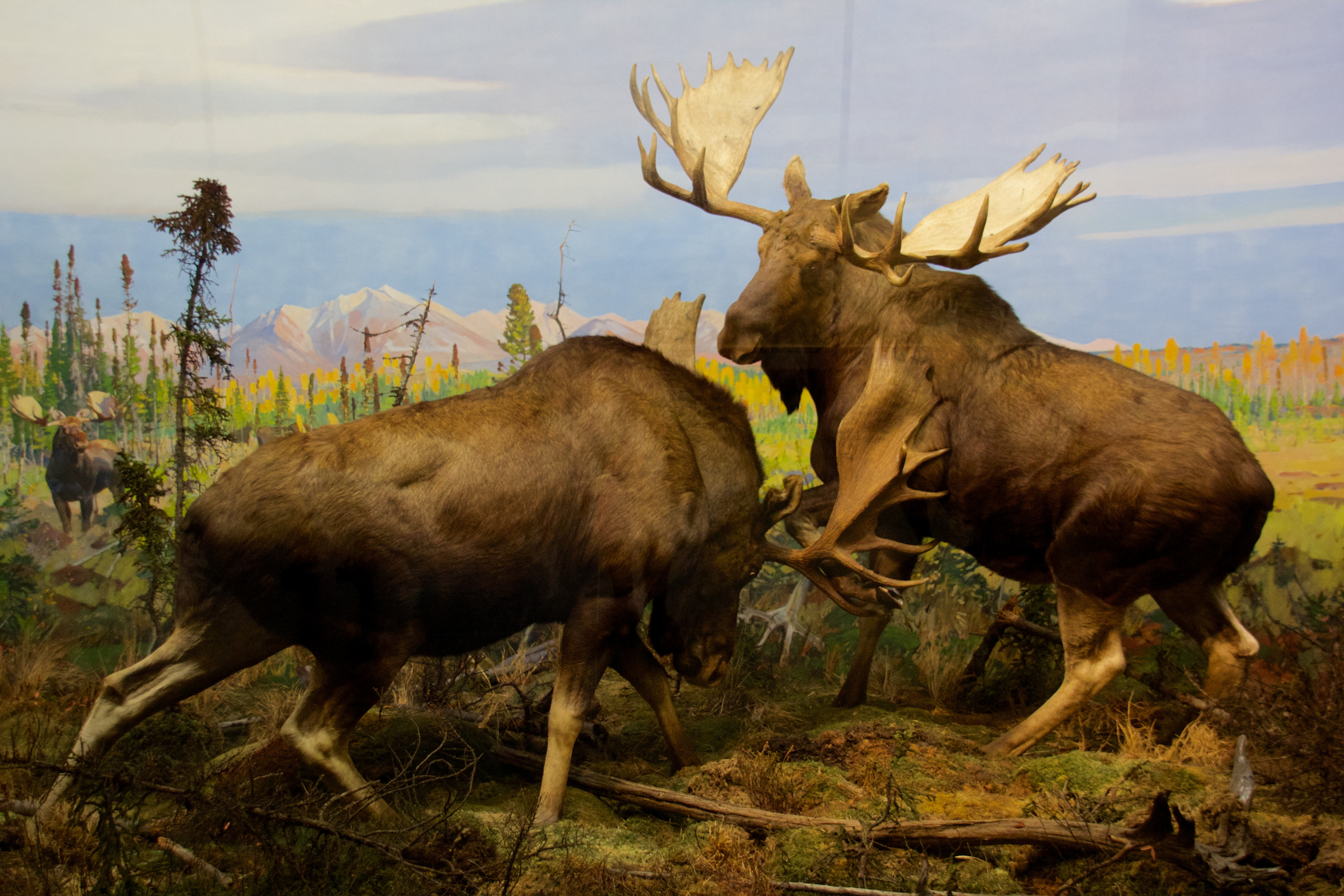
Vycpané exempláře, Americké přírodovědné muzeum

## Lov
Losi na Aljašce se každý rok na podzim a v zimě loví kvůli masu a zábavě. K lovu losů lidé používají střelné zbraně i luky.